# Kowalówka (Isergebirge)
Die Kowalówka (deutsch: Schmiedelsberg) ist ein 888 m hoher Berg im schlesischen Teil des Isergebirges in Polen. Die Kowalówka liegt im Zacken Kamm in der Gemeinde Mirsk.

## Beschreibung
Der Gipfel ist vollständig mit Nadelwald bewachsen. Der Berg besteht aus Graniten und Gneisen sowie Quarzen. Ein gelb markierter Wanderweg verläuft von Przecznica über den Gipfel auf den Bergpass Rozdroże Izerskie.